# Jumbi
Jumbi è una circoscrizione mista (mixed ward) della Tanzania situata nel distretto di Kati, regione di Zanzibar Centro-Sud. Conta una popolazione di 3 905 abitanti (censimento 2012).